# Synageles bishopi
Synageles bishopi är en spindelart som beskrevs av Cutler 1988. Synageles bishopi ingår i släktet Synageles och familjen hoppspindlar. Inga underarter finns listade i Catalogue of Life.